# Hermínia de Waldeck e Pyrmont
Hermínia de Waldeck e Pyrmont (29 de setembro de 1827 - 16 de fevereiro de 1910) foi uma princesa alemã.  Era a segunda filha de Jorge II, Príncipe de Waldeck e Pyrmont e da sua esposa, a princesa Ema de Anhalt-Bernburg-Schaumburg-Hoym. Era tia da rainha Ema dos Países Baixos.

## Casamento e descendência
A 25 de outubro de 1844, Hermínia casou-se em Arolsen, com o seu primo, Adolfo I, Príncipe de Eschaumburgo-Lipa. A mãe dele era irmã do seu pai. Juntos, tiveram oito filhosː
1. Hermínia de Eschaumburgo-Lipa (5 de outubro de 1845 – 23 de dezembro de 1930); casada com o duque Maximiliano de Württemberg, filho único do duque Paulo Guilherme de Württemberg; sem descendência.
2. Jorge, Príncipe de Eschaumburgo-Lipa (10 de outubro de 1846 – 29 de abril de 1911); sucedeu ao seu pai como príncipe de Eschaumburgo-Lipa; casado com a princesa Maria Ana de Saxe-Altemburgo; com descendência.
3. Hermano de Eschaumburgo-Lipa (19 de maio de 1848 – 29 de dezembro de 1928), nunca se casou nem teve descendentes.
4. Ema de Eschaumburgo-Lipa (16 de dezembro de 1850 – 25 de novembro de 1855), morreu aos quatro anos de idade.
5. Ida de Eschaumburgo-Lipa (28 de julho de 1852 – 28 de setembro de 1891); casada com Henrique XXII, Príncipe Reuss de Greiz; com descendência.
6. Oto Henrique de Eschaumburgo-Lipa (23 de setembro de 1854 – 12 de agosto de 1935); casado com Anna von Koppen; com descendência.
7. Adolfo de Eschaumburgo-Lipa (20 de julho de 1859 – 9 de julho de 1916); casado com a princesa Vitória da Prússia, filha do imperador Frederico III da Alemanha e de Vitória, Princesa Real do Reino Unido, filha mais velha da rainha Vitória; sem descendência.
8. Ema de Eschaumburgo-Lipa (13 de julho de 1865 – 27 de dezembro de 1868), morreu aos três anos de idade.

## Títulos e formas de tratamento
- 29 de setembro de 1827 - 25 de outubro de 1844: Sua Alteza Sereníssima, a princesa Hermínia de Waldeck e Pyrmont
- 25 de outubro de 1844 - 21 de novembro de 1860: Sua Alteza Sereníssima, a Princesa-herdeira de Eschaumburgo-Lipa
- 21 de novembro de 1860 - 8 de maio de 1893: Sua Alteza Sereníssima, a Princesa de Eschaumburgo-Lipa
- 8 de maio de 1893 - 16 de fevereiro de 1910: Sua Alteza Sereníssima, a Princesa-viúva de Eschaumburgo-Lipa

## Genealogia
| Hermínia de Waldeck e Pyrmont | Pai: Jorge II, Príncipe de Waldeck e Pyrmont | Avô paterno: Jorge I, Príncipe de Waldeck e Pyrmont                | Bisavô paterno: Carlos Augusto Frederico de Waldeck e Pyrmont            |
| Hermínia de Waldeck e Pyrmont | Pai: Jorge II, Príncipe de Waldeck e Pyrmont | Avô paterno: Jorge I, Príncipe de Waldeck e Pyrmont                | Bisavó paterna: Cristiana Henriqueta do Palatinado-Zweibrücken           |
| Hermínia de Waldeck e Pyrmont | Pai: Jorge II, Príncipe de Waldeck e Pyrmont | Avó paterna: Augusta de Schwarzburg-Sondershausen                  | Bisavô paterno: Augusto II, Príncipe de Schwarzburg-Sondershausen        |
| Hermínia de Waldeck e Pyrmont | Pai: Jorge II, Príncipe de Waldeck e Pyrmont | Avó paterna: Augusta de Schwarzburg-Sondershausen                  | Bisavó paterna: Cristina de Anhalt-Bernburg                              |
| Hermínia de Waldeck e Pyrmont | Mãe: Ema de Anhalt-Bernburg-Schaumburg-Hoym  | Avô materno: Vítor II, Príncipe de Anhalt-Bernburg-Schaumburg-Hoym | Bisavô materno: Carlos Luís, Príncipe de Anhalt-Bernburg-Schaumburg-Hoym |
| Hermínia de Waldeck e Pyrmont | Mãe: Ema de Anhalt-Bernburg-Schaumburg-Hoym  | Avô materno: Vítor II, Príncipe de Anhalt-Bernburg-Schaumburg-Hoym | Bisavó materna: Amália Leonor de Solms-Braunfels                         |
| Hermínia de Waldeck e Pyrmont | Mãe: Ema de Anhalt-Bernburg-Schaumburg-Hoym  | Avó materna: Amália de Nassau-Weilburg                             | Bisavô materno: Carlos Cristiano, Príncipe de Nassau-Weilburg            |
| Hermínia de Waldeck e Pyrmont | Mãe: Ema de Anhalt-Bernburg-Schaumburg-Hoym  | Avó materna: Amália de Nassau-Weilburg                             | Bisavó materna: Carolina de Orange-Nassau                                |